# あした輝く
『あした輝く』（あしたかがやく）は、1974年に松竹と芸映プロが製作した日本映画。山根成之監督、原作は里中満智子の同名劇画。主演は浅田美代子。終戦間際の中国と日本を舞台に一人の若き女性の人生を描いた作品。

## キャスト
- 浅田美代子 : 夏樹今日子
- 志垣太郎 : 速水香
- 村野武範 : 西崎繁
- 長藤尚子 : 速水明日香
- 北沢彪 : 夏樹栄介
- 田島令子 : 緑川和子
- 志摩みずえ : 石野ひろ子
- 北浦昭義 : 緑川誠一郎
- 津島恵子 : 速水昌江
- 沖雅也 : 加賀中尉

## スタッフ
- 監督 : 山根成之
- 脚本 : ジェームス三木、南部英夫、山根成之
- 製作 : 沢村国男、香川洋三郡
- 原作 : 里中満智子
- 撮影 : 竹村博
- 音楽 : 田辺信一

## 併映作品
『ふれあい』